# 勐海県
勐海県（もうかい-けん）は中華人民共和国雲南省シーサンパンナ・タイ族自治州に位置する県。

## 歴史

### シーサンパンナ・タイ族自治区
- 1954年11月6日 (12パンナー3自治区)
  - 仏海県・車里県の各一部が合併し、パンナー勐海が発足。

### シーサンパンナ・タイ族自治州
- 1955年6月1日 - シーサンパンナ・タイ族自治区がシーサンパンナ・タイ族自治州に改称。(12パンナー3自治区)
- 1957年12月6日 (6県1自治県5パンナー2自治区1山区)
  - パンナー勐海・パンナー勐混・パンナー勐阿・格朗和ハニ族自治区・布朗山区が合併し、パンナー勐海が発足。
- 1960年9月22日 (7県3自治県1山区)
  - パンナー勐海が県制施行し、勐海県となる。

## 行政区画
下部に6鎮、2郷、3民族郷を管轄する。
- 鎮
  - 勐海鎮、打洛鎮、勐混鎮、勐遮鎮、勐満鎮、勐阿鎮
- 郷
  - 勐宋郷、勐往郷
- 民族郷
  - 格朗和ハニ族郷、布朗山プーラン族郷、西定ハニ族プーラン族郷

## 産業
- プーアル茶の産地として有名な巴達山があり、野生の「茶王樹」とよばれる樹齢1000年近い茶樹が多く原生している。

## 交通

### 道路
- 高速道路

- 国道
  -  G214国道 (アジアハイウェイ3号線)
  -  G219国道

- 省道
  -  288省道
  -  320省道

- ミャンマーとの国境
  - 打洛口岸 (アジアハイウェイ3号線)

## 健康・医療・衛生
- 雲南省勐海県人民医院
- 勐海県衛生防疫站
- 勐海県婦幼保健院